# Guido De Craene
Guido De Craene (Antwerpen, 2 juni 1955) is een Belgische acteur, scenarist en regisseur sinds 1976.

## Biografie
Van 1996 tot 2000 was hij artistiek leider van het theatergezelschap De Komeet in Mechelen. Daarna woonde hij enkele jaren in New York, waar hij ook als regisseur werkte. De Craene speelde onder andere een hoofdrol in de internationale filmproductie Waiting for Dublin (Roger Tucker), die in 2007 bekroond werd op het Moondance International Film Festival. De film kreeg er de 'Seahorse Award' en won de publieksprijs. In 2012 won ook Guido zijn eerste kortfilm 'Carrière' de prijs van 'Best short comedy' op dat Moondance festival. 
In 2015 bracht hij dan zijn eerste eigen (Franstalige) langspeelfilm uit: '46, XX'. Deze film werd door verschillende internationale festivals geselecteerd en won onder andere de prijs van 'Best Feature Foreign Drama' in Ohio. Hoofdrolspeelster Gaëlle Gillis werd uitgeroepen tot 'Best Actress in a Debut Performance' op het NYC Independent Film Festival. Nadat '46, XX' in België werd geselecteerd als openingfilm van het RazorReel festival in Brugge, werd de film opgenomen in het Video On Demand platform van UniversCine. In de VS werden de distributierechten aangekocht door New World Cinemas.
In 2018 speelde De Craene o.a. de rol van 'Calpin' in de film 'Kursk' van Thomas Vinterberg en zijn kortfilm 'Don't get mad,...', met de Amerikaanse acteurs Sabrina Culver en Neb Chupin, viel opnieuw in de prijzen.

## Privé
De Craene is getrouwd met actrice An Swartenbroekx en hebben elk 2 kinderen uit een vorige relatie.

## Televisie
- Merlina (1985) - als leider van inboedelbende
- Merlina (1986) - als vermomde oplichter
- Mik, Mak en Mon (1987) - als landloper
- Merlina (1987) - als drugssmokkelaar
- Nitwits (1987)
- Gejaagd door het weekend (1989)
- Postbus X (1990) - als Ludo Klein
- De grote vergissing (1991) - als André
- Postbus X (1992) - als Peeters
- Commissaris Roos (1992) - als Gerard
- Het Park (1992) - als lastige klant
- Interflix (1994) - als Tripoux
- Ons geluk (1995) - als Andries
- Editie (1995) - als Van Heck
- Thuis (1995-1996) - als Dirk
- Interflix (1997) - als belastingcontroleur
- Vennebos (1997)
- Wittekerke (1997) - als Geert Stassens
- Heterdaad (1997) - als rijkswachter
- Familie (1997) - als majoor van de rijkswacht
- De Kotmadam (1998) - als Van Den Brande
- Gilliams & De Bie (1999) - als Proost
- Samson & Gert (1999) - als klant
- 2 Straten verder (1999) - als kolonel
- Familie (1999) - als dokter Osaert
- Alle maten (1999) - als Jef Vervaecken
- De Makelaar (1999-2000) - als man
- Recht op Recht (2000) - als dokter
- Verschoten & Zoon (2000) - als Tony
- De Kotmadam (2000) - als eigenaar van vijverstenen
- W817 (2001) - als vader van Mieke
- Nonkel Jef (2001) - als Van Coppenolle
- Flikken (2001) - als kerstman
- Spoed (2002) - als man die zelfmoordpoging onderneemt
- De Kotmadam (2003) - als onechte vader van Philip
- Spoed (2004) - als man met geknelde arm
- Wittekerke (2004) - als jeugdrechter Buyse
- Flikken (2004, 2007, 2009) - als wetsdokter
- De Wet volgens Milo (2005) - als advocaat
- F.C. De Kampioenen (2005) - ceremoniemeester Ronny Pauwels
- 16+ (2005-2007) - als vader van Billie
- Thuis (2006) - als cafébaas
- Wittekerke (2006-2008) - als Peter Dehaene
- Aspe (2008) - als Walter Pletinck
- Witse (2009) - als Lars Leroux
- Familie (2010) - als Karel De Keyser
- Zone Stad (2010-2013) - als wetsdokter Mark Lathouwers
- Rox (2013) - als directeur Molders
- Familie (2014) - als Bernard Cryns
- 13 Geboden (2018) - als Wilfried
- F.C. De Kampioenen: Kerstspecial (2020) - als Jean-Paul
- Glad IJs (2021) - als Frank Swennen
- Lisa (2021) - als professor Bloch
- De Studio's (2023) - als baas van Rico

## Film
- Dennis van Rita (2006) - als vertegenwoordiger van Justitie
- The Dearly Departed (2006)
- Waiting for Dublin (2007)
- The Hessen Affair (2008) - als Weiss
- De Handel in Emotionele Goederen (2013) - als Geoffrey
- Août 1914 (2014) - als officier
- Genekt (2018) - als Rudy
- F.C. De Kampioenen 2: Jubilee General (2015) - als ambulancier
- Kursk (2018) - als Calpin
- Gemis (2020) - als Bernhard
- Koud Licht (2020) - als inspecteur Roger